# جوليان أرياس
جوليان أرياس (بالفرنسية: Julien Arias)‏ هو لاعب اتحاد الرغبي فرنسي، ولد في 26 أكتوبر 1983 في مارسيليا في فرنسا.

## وصلات خارجية
- جوليان أرياس عل موقع إسبنسكروم (الإنجليزية)
- جوليان أرياس على موقع ItsRugby.co.uk (الإنجليزية)
- جوليان أرياس على موقع IMDb (الإنجليزية)